# Dorothée de Sidon
Pour les articles homonymes, voir Dorothée.
Dorothée de Sidon est un astrologue grec du Ier siècle.

## Postérité
Le long ouvrage en cinq livres de Dorothée de Sidon Pentateuque a été considéré comme fondamental par les astrologues arabes du Moyen Âge.

### Œuvres
- Dorotheus de Sidon, Carmen astrologicum, éd. D. Pingree, Leipzig, 1976, 444 pp. (texte arabe -avec trad. anglaise- et fragments grecs et latins)

### Études
- Robert Hand, Introduction à The Record of the Early Sages in Greek.  Project Hindsight.  (Golden Hind Press, Berkeley Springs, WV, 1996.) )
- Auguste Bouché-Leclercq, L'astrologie grecque, éditions Nourry, 1899, Texte en ligne.